# 庄原市議会
庄原市議会（しょうばらしぎかい）は、広島県庄原市に設置されている地方議会である。2025年4月13日市議選から定数19。2025年4月6日告示され、現職13人、新人9人の計22人が立候補した。13日投開票され、新議員19人が決まった。投票率70・90%。

## 概要
- 定数：19人
- 任期：2025年4月17日 - 2029年4月16日[5]
- 議長：桂藤和夫[6]（清和会[7]）（令和7年4月28日 - ）
- 副議長：福山権二[6]（市民の会[7]）（令和7年4月28日 - ）
正副議長は2年で改選を申し合わせている[8]。
- 庄原市議会事務局：庄原市役所本庁舎5階[1]

## 会派
令和7年4月24日現在
- 市民の会（3人）
- NEXT（3人）
- 未来のたね（2人）
- 清和会（2人）
- 無所属（9人）

## 委員会
- 常任委員会
  - 総務委員会（6人）
  - 教育民生委員会（6人）
  - 企画建設委員会（6人）
  - 予算決算委員会（18人）
- 議会運営委員会（6人）

## 議員報酬と諸手当
- 月額[11]
  - 議長：月額 410,000円
  - 副議長：月額 355,000円
  - 議員：月額 325,000円
- 期末手当：6月1日及び12月1日（基準日）[12]
- 政務活動費：交付額
  - 会派の場合 月額3万円×所属議員数[13]
  - 会派に所属しない議員の場合 月額3万円[13]

## 議会だより
- しょうばら市議会だより（発行：庄原市議会 / 編集：議会広報委員会）：年4回（2月・5月・8月・11月）20日発行[14]

## 議員定数
- 合併当初 33名
- 2009年4月12日市議選から25名
- 2013年4月17日市議選から20名
- 2025年4月13日市議選から19名

## 歴代議長
- 近藤久子[16]
- 林高正
- 桂藤和夫（清和会）

## 沿革
- 1954年：比婆郡の1町6村（庄原町、敷信村・高村・本田村・山内北村・山内西村・山内東村）が新設合併により市制を施行し、庄原市（旧制）となる。庄原市議会、発足。
- 2005年：庄原市（旧制）と比婆郡の全5町（西城町・東城町・口和町・高野町・比和町）と甲奴郡総領町の1市6町が新設合併し、新制の庄原市となる。新制の庄原市議会、発足。
- 2024年1月26日、市議会 調査特別委員会は、現行20の議員定数と報酬の在り方を話し合うを開き、定数について現状維持、1減の19、2減の18の3案に絞った[17]。